# Marko Babić
Marko Babić (Osijek, 28 de gener de 1981) és un futbolista croat, que ocupa la posició de migcampista.

## Trajectòria
Comença la seua carrera a les files del NK Osijek, on passa tres temporades. L'any 2000 marxa al Bayer Leverkusen. Amb el club alemany arriba a la final de la Champions League el 2002, que perden davant el Reial Madrid.
Amb l'equip de Leverkusen hi suma 144 partits i 13 gols entre el 2000 i el 2007. A l'estiu d'eixe any fitxa pel Reial Betis, de la primera divisió espanyola.
Al mes de gener del 2009 hi retorna a Alemanya per militar al Hertha BSC. Uns mesos després, de cara a la campanya 09/10, hi recala al Reial Saragossa.

## Selecció
Babić va fer el seu debut amb la selecció croata al maig del 2002, contra Hongria. Hi va participar en l'Eurocopa del 2004, tot i que va romandre inèdit. Dos anys després, al Mundial d'Alemanya, hi va disputar tres partits.